# Igreja de Santa Maria della Stella (Albano)
A Igreja Paroquial de Santa Maria della Stella é um templo católico existente em Albano Laziale, na província de Roma, e subordinada à sede suburbicária de Albano.

## História
Consta que foi construída sobre as ruínas de um antigo templo romano dedicado ao deus pagão Esculápio